# SWDE
SWDE (skrót od Standard Wymiany Danych Ewidencyjnych) – format służący do wymiany danych pomiędzy bazami ewidencyjnymi. Pozwala na reprezentację w pliku tekstowym obiektów przestrzennych i opisowych ewidencji gruntów i budynków. Umożliwia przekazanie opisu modelu danych użytego do transferu oraz informacji o utworzeniu i przeznaczeniu danych zawartych w pliku transferu. Jako jeden z pierwszych formatów przestrzennych SWDE umożliwiał inkrementalne (różnicowe) zasilanie baz danych EGiB.
SWDE szeroko wykorzystywany był w procesie zasilania bazy danych IACS z rozproszonych baz danych ewidencji gruntów i budynków.
Format SWDE został zdefiniowany w załączniku nr 4 do rozporządzenia Ministra Rozwoju Regionalnego i Budownictwa z dnia 29 marca 2001 r. w sprawie ewidencji gruntów i budynków, którego autorem jest Krzysztof Miksa.
Do wymiany danych ewidencyjnych pomiędzy ewidencją prowadzoną przez Starostę a innymi ewidencjami i rejestrami publicznymi dane ewidencyjne przekazuje się w postaci komputerowych plików ASCII sformatowanych zgodnie:
- z opisem obiektów bazy danych ewidencyjnych oraz relacji między tymi obiektami zawartym w częściach II i III załącznika,
- ze standardem formatu wymiany danych ewidencyjnych, zwanym dalej SWDE, określonym w części IV załącznika.

Opis formatu SWDE zdefiniowany w rozporządzeniu został rozbudowany i opisany w wytycznych techniczno-organizacyjnych dotyczących prowadzenia ewidencji gruntów i budynków, tzw. Instrukcji G-5, co do której toczy się spór – może czy nie może być podstawą orzekania w postępowaniach ewidencyjnych oraz czy jej unormowania będą uznawane przez sądy administracyjne.